# Reuschenberger Wald
Der Reuschenberger Wald ist ein Waldgebiet westlich von Leverkusen-Opladen. An seinem westlichen Rand liegt der Wildpark Reuschenberg. Nach Norden hin wird er durch die Wupper mit der Wupperinsel begrenzt, nach Osten hin durch die Bundesautobahn 3. Tendenziell wird die Forstwirtschaft verstärkt auf Laubhölzer umgestellt.
Einen Großteil des Waldgebietes umfasst der Friedhof Reuschenberg.